# Sem cão (arma de fogo)

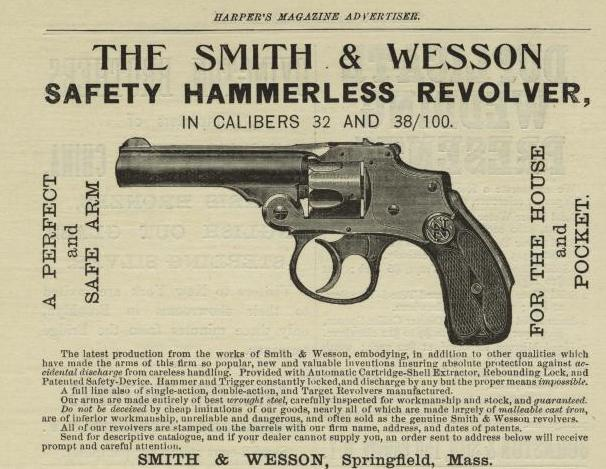
O S&W "hammerless" revolver de 1899.

Uma arma de fogo sem cão é uma arma que não tem um cão exposto ou um cão com "espora". Embora possa não faltar literalmente um cão, o que não existe é um que o usuário possa puxar diretamente. Uma das desvantagens de uma "espora" de cão exposta e do próprio cão em si, é a tendência de se prender em itens do vestuário; cobrir (ou envolver) o cão removendo a "espora" reduz essa tendência.
As armas de fogo de hoje geralmente usam tecnologia sem cão. A Savage Arms Company foi pioneira no uso dessa tecnologia em rifles de repetição durante o final do século XIX, mas essa tecnologia foi aplicada na maioria das armas de fogo hoje. Em comparação com pistolas e revólveres do século XIX, que tinham cães de disparo expostos, armas como a série Glock possuem mecanismos de disparo fechados que não usam um cão real. O pino de disparo é colocado sob tensão de mola durante a armação e o gatilho simplesmente libera o pino. A tecnologia sem cão aumentou a segurança das armas de fogo, reduzindo o risco de ferimentos ao operador e aumentando as capacidades tecnológicas dos armeiros.[carece de fontes?]